# Estádio Municipal Domenico Paolo Metidieri
O Estádio Municipal Domenico Paolo Metidieri é um estádio de futebol localizado na cidade de Votorantim, no estado de São Paulo, está localizado na avenida Newton Vieira Soares no centro da cidade, pertence à prefeitura municipal e tem capacidade para 1.034 pessoas.
O estádio foi construído na década de 20, para receber os jogos do Savóia, um clube de operários italianos da Fábrica de Tecidos de Sorocaba que foi um dos primeiros times de futebol da história brasileira.
Uma das características do Estádio são as suas dimensões que são muito reduzidas e o gramado ruim, que acaba sendo alguns obstáculos a mais pra equipe visitante que enfrentar o Votoraty em Votorantim.
Seu nome foi dado em homenagem ao pai do Comendador Alfredo Metidieri, ex-presidente da Federação Paulista de Futebol.